# Schloss Eggenberg
Schloss Eggenberg este o arie protejată (arie specială de conservare — SAC, sit de importanță comunitară — SCI) din Austria întinsă pe o suprafață de 17,93 ha, integral pe uscat.

## Localizare
Centrul sitului Schloss Eggenberg este situat la coordonatele 47°04′25″N 15°23′35″E / 47.0737°N 15.393°E.

## Înființare
Situl Schloss Eggenberg a fost declarat sit de importanță comunitară în octombrie 2015 pentru a proteja 1 specie de animale. Situl a fost protejat și ca arie specială de conservare în aprilie 2015.

## Biodiversitate
Situată în ecoregiunea continentală, aria protejată nu include niciun habitat protejat.
La baza desemnării sitului se află o specie protejată de  mamifere: liliacul mare cu potcoavă (Rhinolophus ferrumequinum).